# さがのうた
「さがのうた」は、日本の佐賀県佐賀市が1989年（平成元年）に制定した市民歌である。作詞・溝上文雄、補作詞・河村健太郎、作曲・山本愛子、補作曲および編曲・富永みさを。
市民歌としては、2005年（平成17年）10月1日に佐賀郡諸富町、大和町、富士町、神埼郡三瀬村の4町村と新設合併した時点で自動的に失効状態となり、廃止されている。

## 解説
佐賀県が1936年（昭和11年）制定の「佐賀県民歌」、1973年（昭和48年）制定で現行の「佐賀県民の歌」と新旧2代の県民歌を制定しているのに加え、1990年（平成2年）発表の「風はみらい色」や2000年（平成12年）発表の「栄の国から」と複数の県民愛唱歌を作成しているのとは対照的に県庁所在地の佐賀市では1889年（明治22年）の市制施行以来、長らく市歌を制定せず昭和末期には全国で唯一の自治体歌を持たない都道府県庁所在地となっていた。

### 市民歌制定・発表
1988年（昭和63年）、佐賀市は翌年の市制施行100周年記念事業および市のイメージアップ策として「市民の歌」の懸賞公募を実施し、県内外から153篇の応募作が寄せられる。作詞部門入選者の溝上文雄と作曲部門入選者の山本愛子は両名とも市内在住で、祖父と孫の関係であった。入選作は歌詞を佐賀新聞論説委員長の河村健太郎が補作、旋律を佐賀大学教授の富永みさをが編曲したものである。
初演奏は1989年（平成元年）4月1日の市制100周年記念式典で行われ、入選作の金賞受賞作「さがのうた」および銀賞（2等）受賞作「あなたと佐賀と楠と」（作詞：広井由美子、作曲：広井茂）の2曲をカップリングして永隈晋の歌唱によりカセットテープ『さがのイメージソング金賞・銀賞受賞作品』に収録された。式典の開催当日に発行された『市報さが』平成元年4月号1面では、この「さがのうた」が“「市民の歌」として制定し発表されます”と明記されている。
歌詞および楽譜は、1990年（平成2年）に佐賀市役所が発行した『さがの歳時記』に収録されている。

### 演奏実態消失と新設合併による失効・廃止
上記の経緯により、都道府県庁所在地としては全国最後発の自治体歌として制定された「さがのうた」であったが、21世紀初頭には既に演奏実態が無くなったものとみられる。2002年（平成14年）に立ち上げられた佐賀市・諸富町・大和町・富士町・三瀬村合併協議会では市町村歌の扱いを含む慣行の取り扱いを2004年（平成16年）9月に協議したが、この場において（旧）佐賀市は15年前に制定したはずの「さがのうた」の存在を完全に無視し「該当なし」と回答した。その結果、協定書では合併後の市歌について「新市において定める」ことが承認され、翌年10月1日の新設合併によって「さがのうた」は（新）佐賀市に引き継がれることなく自動的に大和町および富士町の旧町民歌と併せて失効扱いとなり、廃止された。また、2年後の2007年（平成19年）にはいずれも佐賀郡の川副町、東与賀町、久保田町を編入合併しているが、この時も「佐賀市に合わせる」として3町の町民歌は例外無く廃止されている。

### 現状
佐賀市議会では市に対して市歌を「新市において定める」とした合併協定項目を早期に履行するよう求める質問が何度も行われているが、市は消極的な姿勢を取り続けている。なお平成の大合併においては、富山市も新設合併方式を採った関係上から1952年（昭和27年）制定の「富山市民の歌」が失効扱いで廃止されたまま後継の市歌が作られない状態が続いており、佐賀市と共に今なお「自治体歌を持たない都道府県庁所在地」となっている。